# HMCS Harry DeWolf
«Га́рри Деву́льф» (англ. HMCS Harry DeWolf, номер вымпела AOPV 430) — патрульный корабль Королевского военно-морского флота Канады (КВМФ Канады), головной корабль серии кораблей одноимённого типа. Корабль предназначен для патрулирования арктических районов Канады с целью обеспечения канадской арктической политики, включая выполнение задач береговой охраны во взаимодействии с союзниками по НАТО в регионе. Заказ на строительство корабля был получен в 2011 году, закладка произошла в 2016 году, спуск на воду — в 2018 году. Корабль назван в честь вице-адмирала Гарри Девульфа, бывшего командующего КВМФ Канады.
31 июля 2020 года КВМФ Канады принял арктический корабль «Гарри Девульф», ставший первым из шести ранее заказанных в соответствии с Национальной стратегией судостроения Канады. Канадское правительство считает, что введение в строй всех шести кораблей данного типа позволит взять под полный контроль Северо-Западный проход.

## Дизайн и описание
Морские патрульные корабли типа «Гарри Девульф» предназначены для патрулирования канадской исключительной экономической зоны в Арктике. Длина корабля составляет 103,6 м (339 футов 11 дюймов), ширина — 19,0 м (62 фута 4 дюйма), осадка — 5,7 м, полное водоизмещение — 6615 метрических тонн (6511 длинных тонн или 7292 коротких тонны). Корабль имеет закрытую носовую часть, которая защищает оборудование и рабочие помещения от арктического климата. Корабельная энергетическая установка является дизель-электрической и включает в себя 4 дизель-генератора мощностью 3,6 мегаватт (4800 л. с.), 2 электродвигателя мощностью 4,5 мегаватт (6000 л. с.) и 2 валопровода с гребными винтами. «Гарри Девульф» способен развивать скорость до 17 узлов (31 км/ч или 20 миль/ч) на открытой воде. Корабль сможет преодолевать лёд толщиной в 1 метр на скорости в 3 узла (5,6 км/ч или 3,5 миль/ч), ледовый класс по УТ МАКО — PC5 (примерно соответствует ледовому классу РС — Arc5). Дальность хода при средней скорости в 14 узлов составляет 6800 морских миль (12 600 км или 7800 миль). Боковые стабилизаторы могут втягиваться, чтобы предотвратить повреждение льдом. Носовое подруливающее устройство облегчает маневрирование в узких фарватерах и обеспечивает причаливание без посторонней помощи.
Основное пространство для полезной нагрузки находится на корме за задним свесом, там же расположен судовой кран для погрузочно-разгрузочных работ, грузоподъёмностью 20 тонн. К потенциально полезной нагрузке относятся транспортные контейнеры, поисково-обследовательские подводные аппараты или десантный катер. В отдельный отсек для транспортных средств на внутренней палубе могут загружаться пикапы, квадроциклы и снегоходы. Корабль также имеет две многоцелевые спасательные лодки длиной 8,5 метров (27 футов 11 дюймов), способные развивать скорость более 35 узлов (65 км/ч или 40 миль/ч), размещаемые в специальных бортовых отсеках с лацпортами. Корабль вооружён одной 25-мм артиллерийской установкой Mark 38 Mod. 2 и двумя 12,7-мм пулемётами «Браунинг» M2HB.
На патрульном корабле имеются вертолётная посадочная площадка, палубный ангар, а также помещения для размещения лётного экипажа и инженерно-технического состава, предназначенные для базирования одного вертолёта типа Sikorsky CH-148 (канадская палубная версия Sikorsky S-92). Экипаж на борту — 65 человек, при необходимости на борт дополнительно можно принять до 22 человек.

## Строительство
Программа постройки больших арктических патрульных кораблей ледокольного типа AOPS (англ. Arctic and Offshore Patrol Ship) была утверждена ещё в 2007 году. Эта программа является одной из основных частей принятой в 2010 году канадским правительством Национальной судостроительной стратегии (англ. National Shipbuilding Procurement Strategy, ныне National Shipbuilding Strategy). Согласно программе AOPS планировалось построить 8 арктических патрульных кораблей: 6 для КВМФ Канады и 2 для Канадской береговой охраны. В рамках программы AOPS правительство Канады в январе 2015 года заключило с корпорацией Irving Shipbuilding контракт стоимостью 3,1 млрд канадских долларов на строительство для КВМФ Канады первых пяти арктических патрульных кораблей. 18 сентября 2014 года было объявлено, что головной корабль этого типа будет называться «Гарри Девульф» в честь контр-адмирала Гарри Девульфа — морского офицера, награждённого многочисленными наградами Британской империи, служившего в годы Второй мировой войны в Северной Атлантике, а затем командующего КВМФ Канады в начале холодной войны. Кораблю был присвоен номер вымпела AOPV 430 (сокр. от Arctic and Offshore Patrol Vessel 430). 18 июня 2015 года стало известно, что строительство тестовых модулей для «Гарри Девульфа» продолжается. Первые секции киля были размещены 11 марта 2016 года, но официальная закладка киля «Гарри Девульфа» состоялась 9 июня 2016 года на верфи Halifax Shipyard, что стало первым военно-морским строительством в Канаде с 1998 года. 8 декабря 2017 года три основные секции «Гарри Девульфа» были установлены на свои места.
Головной корабль «Гарри Девульф» был спущен на воду 15 сентября 2018 года. Корабль был погружен на доковое судно Boa Barge 37 и доставлен в гавань Галифакса. Заводские ходовые испытания корабля были начаты 22 ноября 2019 года. 31 июля 2020 года в Галифаксе состоялась церемония передачи HMCS Harry DeWolf (AOPV 430) в состав КВМФ Канады. 24 октября 2020 года, во время проведения ходовых испытаний, новый арктический патрульный корабль Королевского военно-морского флота Канады «Гарри Девульф» из-за поломки генератора пресной воды и системы связи был вынужден вернуться в порт Галифакса для выяснения причин аварии. 26 июня 2021 года головной арктический патрульный корабль вступил в строй.
Второй корабль типа «Гарри Девульф» — HMCS Margaret Brooke (AOPV 431), названный в честь первой канадки, награждённой орденом Британской империи, 15 июля 2021 года передан Королевскому военно-морскому флоту Канады.